# Palazzo Marchi

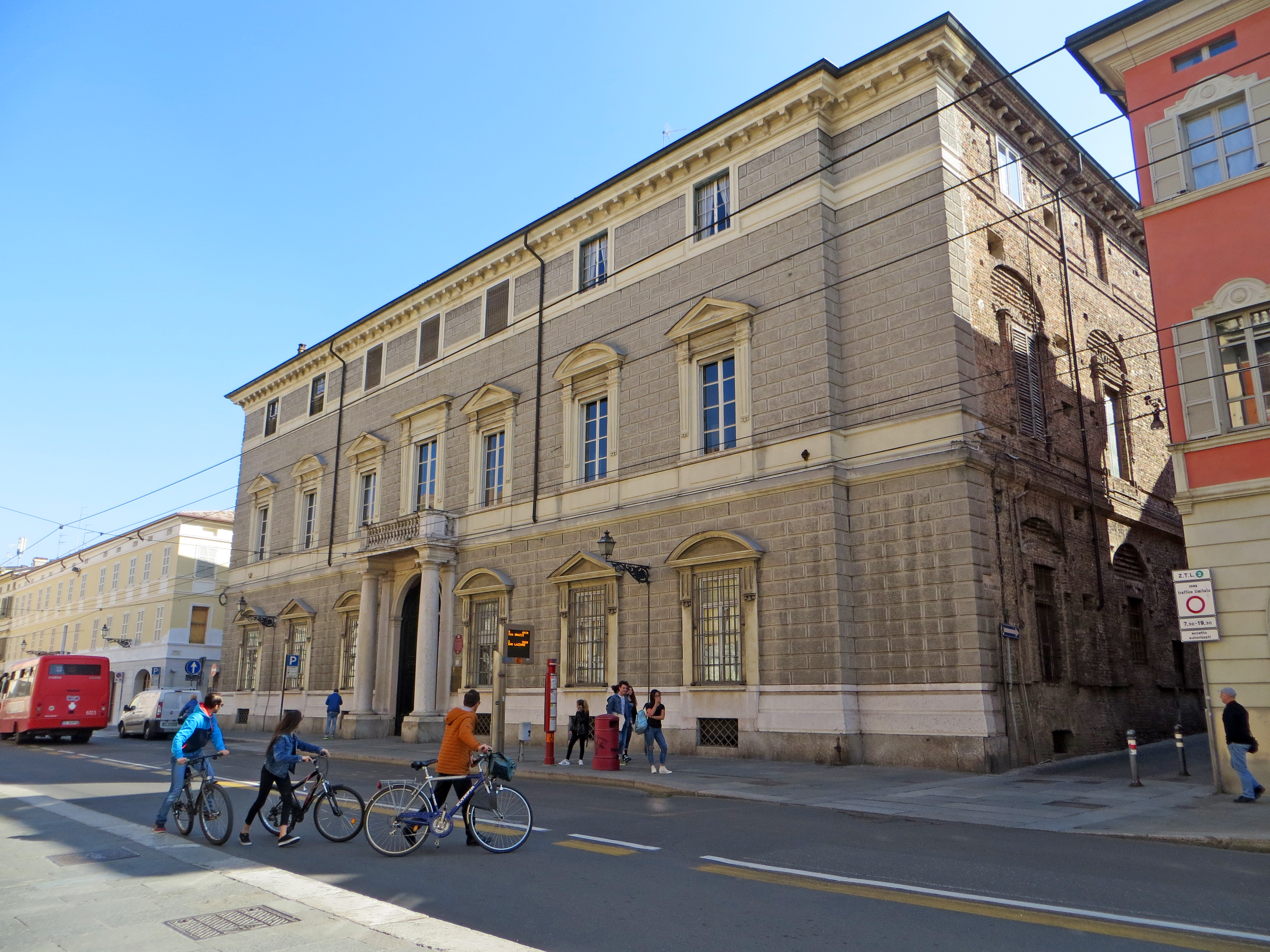
Hauptfassade des Palazzo Marchi in Parma

Der Palazzo Marchi ist ein Palast des Klassizismus in Parma in der italienischen Region Emilia-Romagna. Er liegt in der Strada della Repubblica 57 und gilt als eines der schönsten Gebäude der Stadt.

## Geschichte
Den Palast ließ der Markgraf Scipione Grillo, Herr von Anguillara, 1770–1774 nach Plänen des Architekten und Abtes Giovanni Furlani errichten.
Um 1780 kaufte der Graf Francesco Galantino, herzoglicher Finanzverwalter, das Gebäude; er wurde aber 1782 wegen verwaltungsmäßiger Unregelmäßigkeiten angeklagt. 1859 wurde der Palast an die Familie Marchi verkauft, die wenige Jahre später auch die romantische Fontana di Proserpina erwarb, die in den 1720er-Jahren von Giuliano Mozzani für den Garten der Reggia di Colorno geschaffen worden war. Diese wurde im Garten auf der Rückseite des Palastes aufgestellt, aber wurde bereits 1890 demontiert und an ein venezianisches Antiquariat verkauft, die sie ins Ausland weiterverkauften. Zerlegt und ohne Zeichnungen, die die ursprüngliche Anordnung beschrieben hätten, wurden ihre Teile in zwei Gruppen aufgeteilt und zu zwei Brunnen zusammengestellt, die vor und hinter dem Waddesdon Manor in England aufgestellt wurden.
Im Zweiten Weltkrieg wurde in dem Palast das Provinzialmiliärkommando des republikanischen Heeres untergebracht. Daher wurde er in den ersten Tagen des Juli 1944 von Partisanen überfallen, die es schafften, sich in den Besitz einer auffälligen Menge von Waffen und Munition zu bringen.
In den folgenden Jahrzehnten kümmerte sich die Familie Marchi um die Restaurierung des gesamten Gebäudes. Ein Teil des Palastes sollte eine öffentliche Funktion übernehmen: Nachdem es einige Jahre lang als Sitz des Institutes für Verdi-Studien umgebaut worden war, wurde dort zwischen 2003 und 2009 die Repräsentation der Fondazione Arturo Toscanini untergebracht.

## Beschreibung

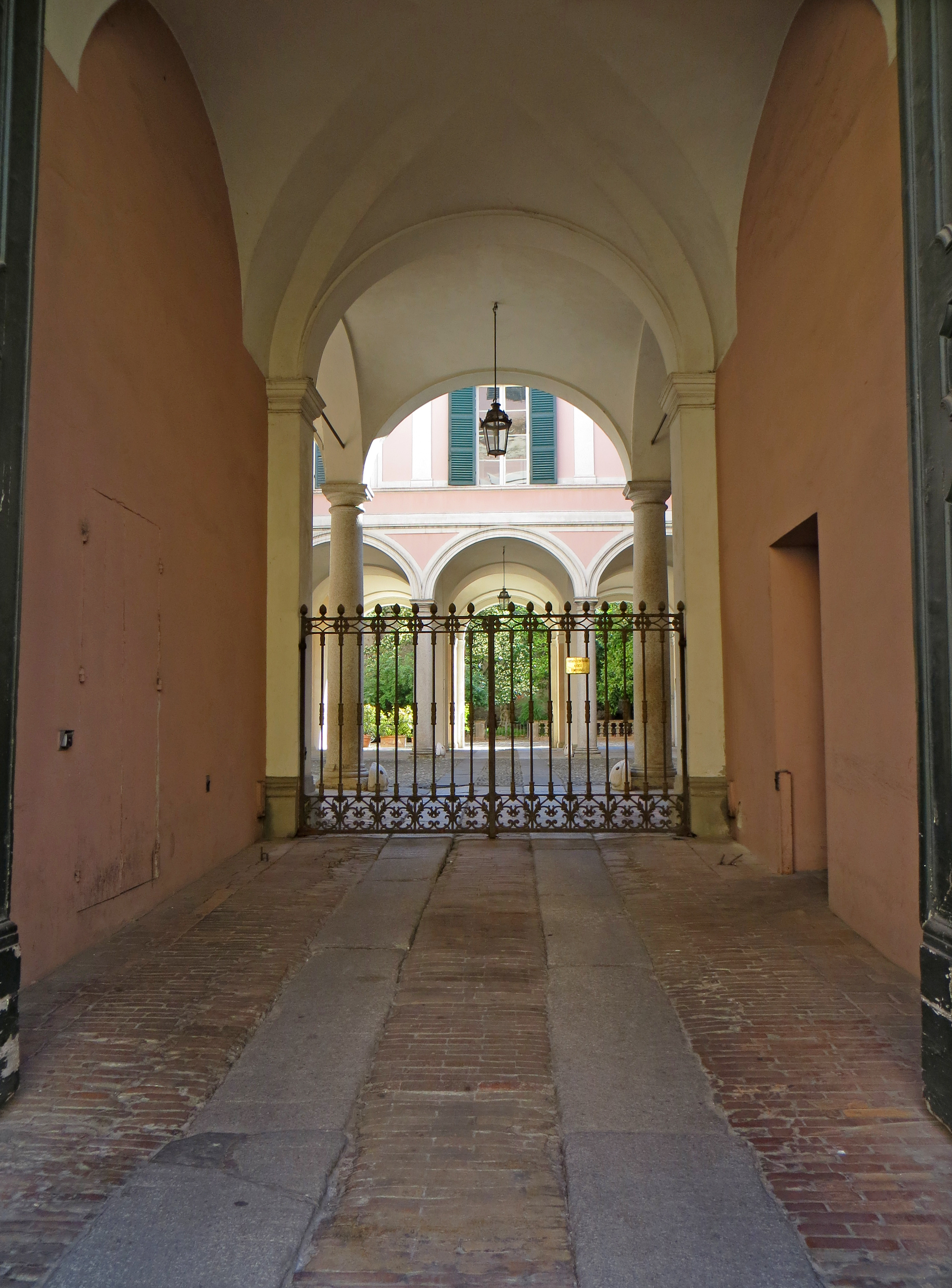
Empfangssalon

Der Palast erstreckt sich von der Strada delle Repubblica entlang der Seitenstraßen Via Fra’ Salimbene und Borgo Lalatta nach Süden und nimmt den gesamten nördlichen Teil des Blocks ein.
Die symmetrische Hauptfassade, die vollständig mit falschem Bossenwerk bedeckt ist, ist horizontal durch verputzte Gesimse geteilt, die mit Formellen verziert sind. In der Mitte liegt das große Eingangsportal, flankiert von zwei dorischen Marmorsäulen, die einen Balkon mit Balustrade stützen. Auf beiden Seiten öffnen sich je drei große Fenster mit Rahmen und Tympana, im Wechsel dreieckig und gerundet. Im ersten Obergeschoss, über dem Eingangsportal, liegt eine Fenstertüre flankiert von je drei imposanten Fenstern, gerahmt durch Lisenen, die dreieckige oder gerundete Tympana stützen. Das zweite Obergeschoss wartet mit sieben quadratischen Fenstern auf, die mit Stabrahmen versehen sind. Ein gezahntes Traufgesims schließt die Fassade nach oben ab.
Die Flügel des Palastes sind um einen eleganten, quadratischen Innenhof herum angeordnet und sämtlich mit Vorhallen versehen, deren Rundbögen von hohen dorischen Säulen gestützt werden, die an den vier Ecken durch quadratische Pilaster ersetzt sind. Von der Vorhalle am Eingang aus gelangt man in den zweiten Innenhof, der zu einer Seite hin offen ist.
Auf der rechten Seite des Hofes liegt die imposante, große Scherentreppe in Marmor und Stein, verziert mit zahlreichen Skulpturen in Terrakotta und geschaffen vom klassizistischen Steinmetz Giuseppe Carra. Im ersten Obergeschoss sind die Räume mit Stuck verziert, der von Giocondo Albertolli geschaffen wurde. Die Räume werden zusätzlich durch elegante Möbel aus dem 18. Jahrhundert und durch Gemälde bereichert, darunter San Rocco (dt.: Heiliger Rochus) von Parmigianino.
Der am verschwenderischsten verzierte Raum ist der große Festsalon, dekoriert mit sehr reichem Stuck sowohl auf den Klostergewölben als auch an den Wänden.